# Flickan från ovan (film)
Flickan från ovan (originaltitel: The Lovely Bones) är en amerikansk dramafilm från 2009 i regi av Peter Jackson. Filmen bygger på romanen med samma namn av Alice Sebold. Titelrollen spelas av Saoirse Ronan och i andra roller syns Mark Wahlberg, Rachel Weisz och Stanley Tucci, som blev Oscarsnominerad i kategorin bästa manliga biroll för sin prestation.

## Handling
Familjen Salmon lever ett helt vanligt familjeliv i 1970-talets USA, men en dag år 1973 förändras allt då den 14-åriga dottern Susie försvinner spårlöst. Detta efter att ha följt med grannen George Harvey (Stanley Tucci) till en koja, vilket föräldrarna inte är medvetna om. Polisen gör inga framsteg i jakten på Susie, så fadern Jack bestämmer sig för att själv försöka lösa gåtan, då familjen fruktar att hon har blivit mördad.

## Om filmen
I en scen som utspelar sig i en bokhandel hänger det en plansch som det står "J.R.R. Tolkien" på i skyltfönstret. Peter Jackson, som regisserade filmen, har tidigare regisserat Sagan om ringen-trilogin som är baserad på Tolkiens böcker. Flickan från ovan refererar även till filmen Frukost på Tiffany's, då en liten flicka gillar att bli kallad Holly Golightly (som är namnet på Audrey Hepburns karaktär i Frukost på Tiffany's).

## Rollista i urval
- Saoirse Ronan – Susie Salmon
- Mark Wahlberg – Jack Salmon
- Rachel Weisz – Abigail Salmon
- Rose McIver – Lindsey Salmon
- Stanley Tucci – George Harvey
- Susan Sarandon – Lynn
- Nikki SooHoo – Holly